# Конісі Кацуюкі
Кацуюкі Конісі (яп. 小西克幸) — відомий японський сейю і актор. Народився 21 квітня 1973 року народження, в місті Вакаяма.

## Біографія
Працює в таких жанрах, як: мультфільм, аніме, фентезі. Усього озвучив стрічки, з -го року по -й рік.

## Ролі в аніме
- Abenobashi Mahou Shoutengai — Кохей
- Airmaster — Конісі
- Aquarion — Сіруха
- Avenger — Garcia
- Ayashi no Ceres — Тоя
- Bamboo Blade — Торадзі Ісіда
- Beelzebub — Ога Тацумі
- Black Cat — Загайний Акселок
- Bleach — Сюхей Хісагі, Кейго Асано
- Blood + — Хадзієв
- Card Captor Sakura — Спінель -Сан
- D.Gray-man — Комуи Лі
- Daphne in the Brilliant Blue — Дзиро
- Фейрі Тейл [ТВ] — Лаксус Дрейар
- Full Metal Panic  — Сатору Сираї
- Gakuen Heaven  — Тецуя Нива
- Galaxy Angel Rune — Кухен
- GetBackers — Тосики Урю, Сюнсуке Акуцу
- Gokujou Seitokai — Симон Курісу
- Gokusen — Сінохара
- Gurren Lagann — Каміна
- Heart no Kuni no Alice  — Блад Дюпре
- Heat Guy J — Міхаель Рубенштейн
- Hellsing — Масон
- Hikaru no Go — Хіроюкі Асівара
- Juuni Kokuki — цар Хоу
- Karin — кент Усуї
- Kiniro no Corda — Синобу Осаки
- Kiss Dum — Масакі
- Kyoushirou to Towa no Sora  — Кесіро Аянокодзі
- Kyo Kara Maoh! — Шорі Шибуя
- Loveless — Собі Агацума
- Macross Frontier — Озма Лі
- Mai-Otome — Сергій Ван
- Mär Heaven — Аш, Юпітер
- Monochrome Factor — Ko
- Prince of Tennis — Такахіса Кадзімото
- Prison School — Морокодзу Такехіто
- Pumpkin Scissors — Ран
- Samurai Gun — Деймон
- Sekai Ichi Hatsukoi — Масамуне Такано
- School Rumble 2nd Term — Кілер
- Scrapped Princess — Фулле
- Shakugan no Shana — Сіро, Меріхім
- Shaman King — Амідамару
- Shinkyoku Soukai Polyphonica — Рембарт Сайки
- Shounen Onmyouji  — Гурен
- Skip Beat! — Цуруга Рен
- The Law of Ueki — Мондзіро Оніяма
- Tokimeki Memorial Only Love — Реіті Каміно
- Tokyo Mew Mew — Синтаро Момомі
- Trinity Blood — Раду Балфон
- Tytania — Фан Х'юлік
- Uchuu no Stellvia — Кларк
- Wagamama Fairy Mirumo de Pon — Доктор
- Yakitate!!Japan — Карне
- Хеталія і країни Осі — Америка, Канада
- Сімейне життя легковажної відьми — Понд